# 伊木力村
伊木力村（いきりきむら）は、長崎県西彼杵郡にあった村。江戸時代後期からのミカンの生産地で、伊木力みかんが知られる。1955年（昭和30年）に東隣の喜々津村および大草村と合併し、多良見村となった。
現在の諫早市多良見地域の西部にあたる。

## 地理
- 山：琴ノ尾岳（琴尾山）、猪見岳、大山、城ノ山、松ノ頭峠
- 島嶼：鹿島、竹島
- 河川：伊木力川、野川内川、百石川、五十石川
- 港湾：大村湾

## 沿革
- 1889年（明治22年）4月1日 - 町村制施行により、西彼杵郡伊木力村が単独村制にて発足。
- 1955年（昭和30年）2月11日 - 喜々津村・大草村と合併して多良見村が発足し、伊木力村は自治体として消滅。

## 地名
郷を行政区域とする。伊木力村は1889年の町村制施行時に単独で自治体として発足したため、大字は無し。
- 佐瀬郷
- 野川内郷（のがわうち、のごうち）
- 舟津郷
- 山川内郷（やまがわうち、やまごうち）

## 交通

### 鉄道
村域を日本国有鉄道長崎本線が通るが、駅は設置されていない。

## 産業
農業を主産業とする。特にミカン栽培は江戸時代後期の天明年間より始まり、当地内で生産されるミカンを「伊木力みかん」として全国各地に出荷する。長崎県下有数のミカンの産地となっている。

## 学校
- 伊木力小学校
- 琴海中学校

## 名所・旧跡
- 琴尾山烽火台跡[1]